# Phleng Chat
Phleng Chat (tiếng Thái: เพลงชาติ) là quốc ca của Thái Lan. Bài quốc ca này do Luang Saranupraphan viết lời và nhà soạn nhạc người Nga Peter Feit (tên tiếng Thái: Phra Chenduriyang) phổ nhạc. Trong tiếng Thái, Phleng Chat (tiếng Thái: เพลงชาติ) là danh từ chung có nghĩa là quốc ca, còn tên gọi Phleng Chat Thai (tiếng Thái: เพลงชาติไทย) thường được dùng để chỉ cụ thể đến bài hát này.
Bài quốc ca được sáng tác trong vài ngày sau cuộc Đảo chính 1932 lật đổ chế độ quân chủ chuyên chế của Nhà vua Siam. Bài hát ban đầu do Khun Vichitmatra viết lời, và được xướng theo giai điệu gần giống quốc ca Ba Lan. Cùng với sự ra đời của nền dân chủ Thái Lan, bài ca này cũng thay thế bài Hoàng ca Phleng Sansoen Phra Barami làm quốc ca Thái.
Năm 1934, chính phủ Thái Lan tổ chức tuyển chọn sáng tác nhạc và lời cho quốc ca chính thức. Về phần nhạc, có hai bài dự thi được chú ý, bao gồm bản nhạc mang âm hưởng dân tộc của Jangwang Tua Patayakosol và bản nhạc tiết tấu hiện đại của Phra Chenduriyang. Cuối cùng, bản nhạc của Phra Chenduriyang được chọn. Sau khi chọn được nhạc quốc ca, ban giám khảo bắt đầu thi tuyển phần lời. Theo kết quả tuyển chọn, phần lời ban đầu của Khun Vichitmatra đạt giải nhất và được chọn. Phần dự thi của Chan Khamvilai đạt giải nhì, được chọn làm lời hai.
Năm 1939, tên nước được đổi từ Siam sang Thái Lan. Nhà nước lại tổ chức tuyển chọn sáng tác lời mới cho quốc ca. Lần này, phần dự thi của Luang Saranupraphan được chọn. Thủ tướng Phibunsongkhram ban hành đạo luật bắt buộc cử hành quốc ca và hát quốc ca hai lần một ngày trên toàn quốc, lúc 8 giờ và 18 giờ. Ngày nay, các trường học, xí nghiệp, công sở nhà nước cũng tổ chức thượng cờ và hạ cờ hai lần/ngày theo khung thời gian này. Các đài phát thanh, đài truyền hình phát quốc ca theo khung giờ tương tự.

## Lời
| Chữ Thái                     | Phiên âm tiếng Thái                              | Dịch nghĩa tiếng Việt                                          |
| ---------------------------- | ------------------------------------------------ | -------------------------------------------------------------- |
| ประเทศไทยรวมเลือดเนื้อชาติเชื้อไทย | Pràthẹt Thay ruôm lượt nưa chạt chừa Thay        | Thái Lan - Máu xương, linh hồn dân tộc Thái                    |
| เป็นประชารัฐ ไผทของไทยทุกส่วน    | Pen prachā rạt, pha Thay khoỏng Thay thuk suồn   | Đất nước Thái Lan là của người Thái                            |
| อยู่ดำรงคงไว้ได้ทั้งมวล            | Yū đăm rông khoỏng wai đai thăng muôn            | Tổ Quốc Thái Lan độc lập từ ngàn đời nay                       |
| ด้วยไทยล้วนหมาย รักสามัคคี        | Đuây Thay luôm mảy, rặk samakkhī                 | Là nhờ người Thái đoàn kết và yêu hòa bình                     |
| ไทยนี้รักสงบ แต่ถึงรบไม่ขลาด       | Thay ní rặk xăng ọp, te thư̄ng rộp may khlāt      | Dân Thái yêu hòa bình là thế; nhưng sẵn sàng chiến đấu khi cần |
| เอกราชจะไม่ให้ใครข่มขี่           | Ēkkarāt chả may hày khrai khom khī               | Để bảo vệ nền độc lập cho nước nhà                             |
| สละเลือดทุกหยาดเป็นชาติพลี        | Sala lượt thuk yạt pen chāt phalī                | Người Thái chúng ta nguyện dâng hiến xương máu                 |
| เถลิงประเทศชาติไทยทวี มีชัย ชโย   | Thalơng pràthẹt chāt Thay thawī, mi chải, chayō! | Cho Tổ Quốc Thái Lan mãi vinh quang, muôn năm!                 |